# Latipalpus palpalis
Latipalpus palpalis är en skalbaggsart som beskrevs av Moser 1921. Latipalpus palpalis ingår i släktet Latipalpus och familjen Melolonthidae. Inga underarter finns listade i Catalogue of Life.